# Cirilo (comandante de federados)
Cirilo (em latim: Cyrillus) foi um oficial bizantino do século VI, ativo durante o reinado do imperador Justiniano (r. 527–565). Foi ativo na Diocese do Oriente na guerra contra o Império Sassânida e no norte da África.

## Vida
O parentesco de Cirilo é desconhecido. Procópio de Cesareia nomeou-o como primo de Saturnino, o filho de Hermógenes, o que o fez sobrinho ou esposo da filha do último. Teve filha de nome desconhecido que, em 535 ou 536, quase se casou com Saturnino, mas os planos foram frustrados pela imperatriz Teodora (r. 527–548). Aparece pela primeira vez em 530, quando foi um dos oficiais de cavalaria de Belisário estacionados na ala direita do exército na Batalha de Dara de junho de 530; os demais foram João, Marcelo, Doroteu e Germano. Em 533, foi um dos nove comandantes de federados que participaram na expedição contra o Reino Vândalo.[a] Antes da expedição deixar Constantinopla, foi nomeado comandante de 400 soldados e recebeu ordens para unir-se ao rebelde Goda na Sardenha e ajudá-lo a defender a ilha contra os vândalos. É provável que tenha partido com a expedição principal liderada por Belisário e pode tê-la deixado ao chegar na Sicília. Ao chegar na Sardenha, foi informado que Goda havia sido assassinado e que a ilha havia sido retomada pelos godos sob Tzazão.
Em seguida, velejou a Cartago, na África, que havia sido capturada pelas forças de Belisário. Chegou na cidade em meados de setembro e lá permaneceu inativo. Provavelmente foi um dos comandantes dos federados que estiveram presentes na Batalha de Tricamaro de dezembro de 533. Logo depois, talvez em janeiro de 534, foi enviado à Sardenha por Belisário com uma grande força e a cabeça decepada de Tzazão para convencer os habitantes da vitória bizantina na África e readquirir o controle da ilha. Também recebeu ordens de enviar destacamento para recapturar a Córsega e foi bem-sucedido nas missões. No verão de 536, foi comandante com Marcelo dos federados na Numídia, onde se reuniram com os demais comandantes locais para atacar o rebelde Estútias. Encontraram o exército inimigo em Gadiaufala (Gazofila segundo Procópio), nas imediações de Constantina, onde Estútias convenceu os homens deles a desertarem. Foram obrigados a procurar refúgio na igreja de Gadiaufala, de onde saíram apenas quando receberam salvo conduto de Estútias, que os executou em seguida.